# Kristina Maria
Kristina Maria, de son nom complet Kristina Maria Chalhoub, est une auteure-compositrice-interprète canadienne d'origine libanaise née le 14 mai 1989 à Ottawa, Canada.

## Débuts
Kristina est la fille de parents libanais, elle grandit à Ottawa. À l'école, elle participe à plusieurs spectacles, rejoint une chorale, écrit des chansons. Elle enregistre des démos en studio. À 11 ans, elle s'inscrit à des cours de danse et suit les cours de la Canadian Conservatory of Music, à Ottawa.
Avec sa mère comme agent, Kristina se produit lors de foires ou de salons évènementiels. En 2005, sa coach vocal la fait intégrer un groupe appelé The Showstoppers avec sept autres filles et les envoie en Floride chanter des medleys de chansons d'ABBA et les succès de la Motown dans les parcs à thèmes tels Walt Disney World Resort, Universal Orlando Resort et SeaWorld Orlando. Durant l'été 2009, le vétéran de l'industrie musicale Luprano Vito (Céline Dion, Garou) reçoit un CD de Mia Dumont, veuve du parolier français Eddy Marnay et proche du couple Dion-Angélil. Il met plusieurs semaines pour écouter ces quatre enregistrements écrits et chantés par Kristina Maria et il se met à croire en la jeune chanteuse.

## Carrière
Son single Let's Play issu de son premier album, Tell the World, atteint la 19e position du Canadian Hot 100 le 11 juin 2011,,. Le titre est proche d'un disque de platine avec plus de 70 000 unités numériques et une première place au BDS Canadian All Format en juin 2011. Également disque d'or, son second extrait, Co-Pilot se place lui à la 26e position du Canadian Hot 100 et dans le top 5 des palmarès québécois. Les titres Let's Play et Co-Pilot se vendent à plus de 120 000 unités sur iTunes. Son troisième single, Our Song Comes On atteint la 23e place du Canadian Hot 100 et est également certifié d'or. Elle entame une tournée au Canada en 2011 avec deux membres de Blueprint Cru de America's Best Dance Crew ainsi que de DJ Nasty Naz.
Son premier album, Tell the World sort le 10 avril 2012 après deux ans de préparation et d'enregistrement. La chanteuse franco-ontarienne signe onze des quatorze chansons de son album avec des auteurs-compositeurs de renom tels Aldo Nova, Billy Steinberg, Andreas Carlsson ou le Suédois Kristian Lundin. Ce dernier lui présente JC Chasez - ancien membre d'NSYNC - avec qui elle écrit FML X2 et chante Animal en duo. Le lancement de Tell the World représente un montant de 800 000 $ CA.
Les projets de Vito Luprano sont ambitieux. Le producteur désire s'attaquer au marché européen francophone et au Royaume-Uni. Pour séduire le marché français, Kristina Maria enregistre un duo avec Corneille, une adaptation bilingue de son single Co-Pilot qu'elle a d'abord chanté avec Laza Morgan, un artiste reggae de Los Angeles. En mai 2012, le titre et le clip Co-Pilot avec Corneille sont lancés en France et en Belgique. Cette version fait son entrée dans le classement français le 23 juin 2012, tout comme dans l'Ultratop 40 belge. En France, le titre atteint la 33e position du classement et y reste treize semaines. Il figure parmi les dix chansons les plus jouées en radio et les trois clips les plus diffusés en télévision en novembre 2012. La version française de We Belong Together est lancée, en novembre 2012. La compagnie de disque de Corneille, distribuera l'album de Kristina en France.
À la suite de la sortie de son album Tell The World, elle est la lauréate du prix SOCAN pop/rock pour le titre Let’s Play. Elle est nommée dans la catégorie Meilleur album pop de l’année pour le Prix Juno et est nommée trois fois pour les Canadian Radio Music Awards. Son deuxième album est attendu en 2014. Corey Hart, Mark Feist, Chris Neil et Orianthi Panagaris y collaborent.

## Discographie

### Album
| Titre          | Caractéristiques                                                         | Classement |
| Titre          | Caractéristiques                                                         | CAN        |
| -------------- | ------------------------------------------------------------------------ | ---------- |
| Tell The World | - Sortie : 10 avril 2012 - Label : LupoOne - Format : CD, téléchargement | —          |

### Singles
| Année | Titre                           | Classement | Classement   | Classement | Certifications | Album                                         |
| Année | Titre                           | CAN        | BEL (Wa)     | FRA        | Certifications | Album                                         |
| ----- | ------------------------------- | ---------- | ------------ | ---------- | -------------- | --------------------------------------------- |
| 2011  | FML X2                          | —          | —            | —          |                | Tell The World                                |
| 2011  | Let's Play                      | 19         | —            | —          | - CAN: Or      | Tell The World                                |
| 2011  | Co-Pilot (feat. Laza Morgan)    | 26         | —            | —          | - CAN: Or      | Tell The World                                |
| 2012  | Our Song Comes On               | 23         | —            | —          | - CAN: Or      | Tell The World                                |
| 2012  | Co-Pilot (feat. Corneille)      | —          | 1 (Ultratip) | 33         |                | Tell The World                                |
| 2012  | Animal (duo avec JC Chasez)     | 97         | —            | —          |                | Tell The World                                |
| 2012  | We Belong Together              | —          | —            | —          |                | Pas inclus sur l'album En français et anglais |
| 2012  | Karma                           | 34         | —            | —          |                | Tell The World                                |
| 2013  | You Don't Have the Right to Cry | 97         | —            | —          |                | Pas inclus sur l'album                        |
| 2013  | Bang U Up                       | —          | —            | —          |                | Pas inclus sur l'album                        |
| 2014  | Move Like a Soldier             | 55         | —            | —          |                | Kristina Maria                                |